# Föhrste
Föhrste is een dorp in de Duitse gemeente Alfeld (Leine), deelstaat Nedersaksen. Het ligt aan de Bundesstraße 3, 2 km ten zuiden van de stad Alfeld.
De oudste vermelding van  het (destijds Woreste genaamde) dorp is een document van de Abdij van Fulda uit het jaar 742.
De enige bezienswaardigheid, afgezien van de mooie ligging in het Leinebergland, is de dorpskerk uit 1827. Föhrste is vrijwel geheel een forensendorp.